# Аллувьони-Камбио
Аллувьони-Камбио (итал. Alluvioni Cambiò) — коммуна в Италии, располагается в регионе Пьемонт, в провинции Алессандрия.
Население составляет 1009 человек (2008 г.), плотность населения составляет 109 чел./км². Занимает площадь 9 км². Почтовый индекс — 15040. Телефонный код — 0131.
Покровителем населённого пункта считается святой San Carlo.

## Демография
Динамика населения:

## Города-побратимы
- Вьянн, Франция

## Администрация коммуны
- Официальный сайт: